# 大西洋史
大西洋史（たいせいようし、英語: Atlantic history）は、近世の大西洋世界を研究する歴史学の一分野である。大西洋世界はヨーロッパ人が新しい土地を発見したことで作られ、大西洋史とはその世界の研究である。大西洋史の前提は、16世紀以降ヨーロッパと新世界が恒常的に接触したことで、大西洋を囲んでいる大陸（アメリカ州、ヨーロッパ、アフリカ）が地域システム、または1つの経済と文化圏として研究できる実体になったことである。
大西洋史の研究テーマはヨーロッパ（特にイギリス、フランス、イベリア半島）と新世界の植民地の複雑な相互作用であり、大西洋の両側の人口統計、経済、政治、法律、軍事、思想、宗教を比較対象として扱う。イギリスとドイツでは宗教の復興がみられ、13植民地でも第一次大覚醒がおきた。人口の移動、人種、奴隷制度が重要なトピックとなっている。
大西洋史の学者は一般的にはこれらの地域とその文明の相互関連と交換に着目、特に旧来の史観の境界を伝統的に定めている国民国家の国境が奴隷制度、植民地主義、宣教師活動、経済拡張といった大陸間現象に適用すべきでないと主張している。また、コロンブス交換の生態学上と疫学上の影響が大西洋史の課題に関連するため、環境史と歴史人口学も重要な役割を果たしている。
米国のフランス革命史学者ロバート・ロスウェル・パルマーは1959年と1964年に諸国がどうやって民主革命を経験したかの比較歴史学の研究を発表（The Age of the Democratic Revolution: A Political History of Europe and America, 1760–1800、『民主革命の時代：ヨーロッパとアメリカの政治史、1760年 - 1800年』）、大西洋史という考えの先駆者となった。1980年代以降、大西洋史は旧来の植民地帝国史に代わって人気を博したが、近世ヨーロッパ人と大西洋海岸の先住民族の相互作用を研究する伝統的な史観の改良と方向転換にすぎないとみることもできる。大西洋史が歴史観の一領域として認められるようになったのは1980年代にハーバード大学のバーナード・ベイリンやジョンズ・ホプキンズ大学のジャック・フィリップ・グリーンなどが努力した成果である。欧州連合による地域統合と北大西洋条約機構が重要性を持ち続けたことは1990年代に大西洋史への興味を刺激することに間接的な役割を果たした。

## 大西洋史という領域の発展
バーナード・ベイリンの大西洋世界史に関するセミナーは社会と人口統計の研究、特に植民地時代の米州への人口移動の研究を促進した。彼は大西洋世界史の主唱者の1人として、毎年ハーバードで国際セミナーを開催、大西洋史に関する研究を促進した。ベイリンの2005年の著作Atlantic History: Concepts and Contours（「大西洋史：概念と輪郭」）は大西洋史という発展途上の領域の内容とその境界を探索しており、この領域はそれまでの伝統的な米州史観が無視したか、国別で検討されてきた世界主義的と多文化的な要素を特に重要視している。
ほかにもジャック・フィリップ・グリーンが1972年から1992年までジョンズ・ホプキンズ大学で主催した大西洋史のプログラムがあり、以降のプログラム内容は世界規模にまで拡大した。また1997年にはカレン・オルダール・クッパーマンがニューヨーク大学で大西洋ワークショップを設立した。それ以外の大西洋史学者にはアイダ・オルトマン、ケネス・J・アンドリアン（Kenneth J. Andrien）、デイヴィッド・アーミテイジ、トレヴァー・バーナード（Trevor Burnard）、ホルヘ・カニサレス＝エスゲーラ、ニコラス・カニー、フィリップ・カーティン、ローレント・ドゥボイズ、ジョン・エリオット、デイヴィッド・エルティス（David Eltis）、アリソン・ゲームズ（Alison Games）、エリガ・H・ゴールド（Eliga H. Gould）、アンソニー・グラフトン、ジョセフ・C・ミラー、フィリップ・D・モルガン、アンソニー・パグデン、ジェニファー・L・アンダーソン（Jennifer L. Anderson）、ジョン・ソーントン、ジェームズ・D・トレイシー（James D. Tracy）、カルラ・G・ペスタナ（Carla G. Pestana）、アイザック・ランド（Isaac Land）、リチャード・S・ダン（Richard S. Dunn）、ネッド・C・ランツマン（Ned C. Landsman）などがいる。

## 大西洋史の見方
アリソン・ゲームズ（Alison Games）は2006年の論文でいくつかの異なる学問的関心事がどうやって大西洋史という新しい領域に収束したかを研究した。彼女は大西洋史を世界史の一面としてみるべきと主張した。さらに、大西洋という地域が歴史研究の単位として興味を持たれるのは特定の時期の歴史に対してのみであるとした。大西洋という見方を持つことで、歴史家は狭い地域の枠組みでは阻害されて見えにくい変革を理解することができる。ブローデル風の大西洋史という、大西洋全域を含み、地域間の関係を全て含む歴史を書くというのはつかみどころのないままである。その背景には方法論の問題がある上に、どこか1つの場所に基づかない立脚点を見つけることが難しく、歴史家が領域の縦割りによりお互いに交流することがはばかれ、大西洋の歴史と地理が多岐にわたり分裂していることも理由となっている。

## 植民地研究
大西洋研究のはずみは2つあり、1つは1960年代に奴隷制度の歴史家が奴隷のアフリカから新世界への流動を追跡し始めたことだった。もう1つは近世ヨーロッパ史に関する教育を受け、（ジョージ・ルイス・ビールとチャールズ・マクリーン・アンドリューズが20世紀初期に始めた）イングランドとイギリス帝国の史学史に詳しい、植民地時期の米州を研究する歴史家から始まったはずみであった。植民地史の研究者は比較手法など学際的な見方に開放的であり、また小さく遠隔地の植民地にいる数少ない人口について書くことに対するフラストレーションもあった。大西洋史は研究を遠い距離で作用する力に広げた。

## 批判
一部の批評では大西洋史はいわゆる帝国史が名前を変えただけのものと批判している。また、ナンシー・L・ローデン（Nancy L. Rhoden）は「大西洋史」という用語の圧倒的な広まりがその用語が包摂的すぎて、もはやキャッチフレーズ程度の意味しかない可能性を指していると指摘した。
カナダの学者イアン・K・スティール（Ian K. Steele）は2009年の論文で大西洋史が学生に国の神話（en:National mythを参照）を乗り越えらせる一方、北米自由貿易協定、米州機構、北大西洋条約機構、新しいヨーロッパとキリスト教世界、ひいては国際連合など21世紀の政策に歴史上の支持を与えているとした。彼は「近世の大西洋はアメリカ主導の資本主義グローバル化の自然な控え室とみることができ、新しいヨーロッパの癒合への歴史からの挑戦という役割を果たすことができる。そのため、新しい大西洋史への受容が米国で熱狂的である一方、国別の大西洋帝国史が栄え続いているイギリス、フランス、スペイン、ポルトガルではそうでもない」と述べた。